# Оломоуцький край
Оломоуцький край (чеськ. Olomoucký kraj) — адміністративна одиниця Чехії, розташована на північному заході та в центральній частині історичної області Моравія, а також частково в Сілезії.
Край межує з Мораво-Сілезьким, Злінським, Південноморавським та Пардубицьким краями Чехії. На півночі — з Польщею (протяжність кордону 104 км).
Адміністративний центр краю — місто Оломоуць.
Оломоуцький край займає площу 5267 км², що становить 6,7 % території Чехії. У регіоні налічується 397 населених пунктів, у тому числі 26 міст, в яких мешкає приблизно 639 161 особи (за станом на 31 грудня 2005 року). 57,5 % населення краю живе в містах.

## Міста
| Місто     | Населення (на 31 грудня 2005 року) |
| --------- | ---------------------------------- |
| Оломоуць  | 100 381                            |
| Простейов | 47058                              |
| Пршеров   | 46858                              |
| Шумперк   | 28196                              |
| Границе   | 19525                              |
| Забржех   | 14268                              |
| Штернберк | 13872                              |
| Єсеник    | 12377                              |
| Унічов    | 12283                              |
| Літовел   | 10073                              |

## Адміністративний поділ

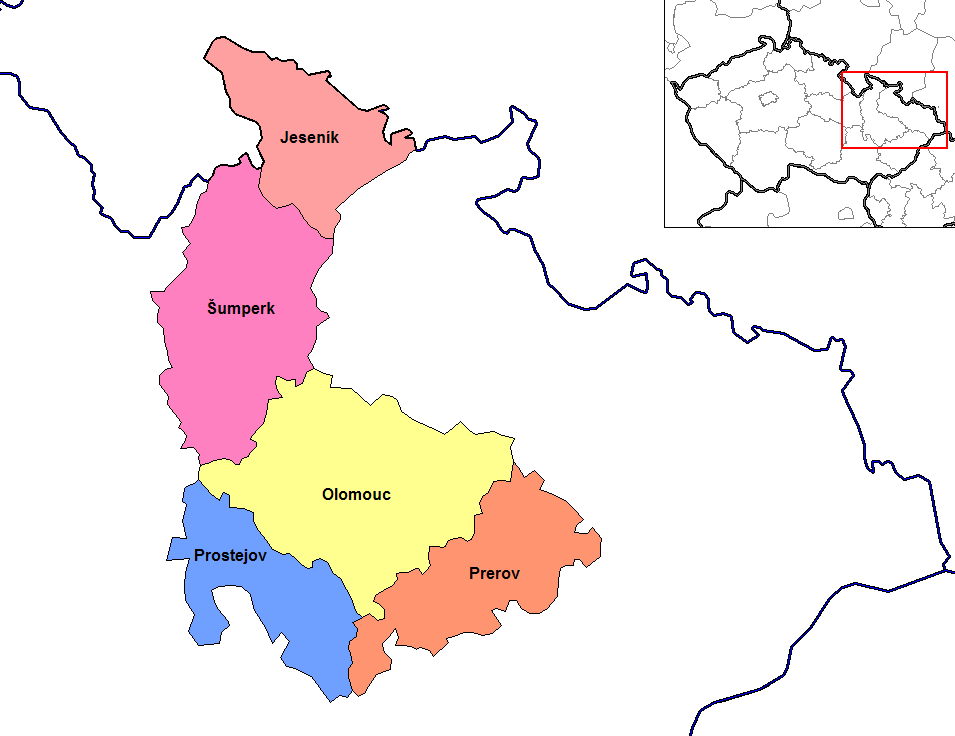
Адміністративна мапа краю

Край розділений на 5 округів:
| Округи Оломоуцького краю (2011) | Округи Оломоуцького краю (2011) | Округи Оломоуцького краю (2011) | Округи Оломоуцького краю (2011) | Округи Оломоуцького краю (2011) |
| ------------------------------- | ------------------------------- | ------------------------------- | ------------------------------- | ------------------------------- |
| Округ                           | площа км²                       | Населення                       | Кількість населених пунктів     |                                 |
| Єсеник                          | 719                             | 38 779                          | 24                              |                                 |
| Оломоуць                        | 1620                            | 230 408                         | 96                              |                                 |
| Простейов                       | 770                             | 107 859                         | 97                              |                                 |
| Пршеров                         | 885                             | 130 082                         | 104                             |                                 |
| Шумперк                         | 1313                            | 121 299                         | 77                              |                                 |

## Економіка і транспорт
Частка регіону в валовому національному продукті Чехії становить 4,8 %.
У центрі та на півдні краю розвинуте сільське господарство (зокрема, виробництво зерна і вирощування цукрового буряка) та пов'язані з ним переробна та харчова промисловість. У краї також є підприємства текстильної та швейної промисловості, машинобудування і оптичної промисловості.
Транспортну інфраструктуру краю утворює 744 км залізничної мережі й 3461 км автомобільних доріг. Столиця краю Оломоуць пов'язана чотирисмуговою швидкісною трасою R46 з автобаном D1, що проходить з Праги у Брно. Важливими транспортними вузлами є Оломоуць і Пршеров.
В околицях Оломоуця розташований міжнародний аеропорт.

## Туризм
Ландшафтними туристичними об'єктами краю є природний заповідник Єсеніки (Jeseníky) з 45-метровим водоспадом і водосховищем; заповідник Litovelské Pomoraví, в якому під охороною держави знаходиться лісовий масив з рідкісними видами флори й фауни.
Відомі історичні пам'ятки краю — замки Бузов (Bouzov), Штернберк (Šternberk), Усов (Úsov), Товачов (Tovačov).
Туристично привабливим є історичний центр Оломоуця з багатьма архітектурними об'єктами епохи ренесансу і бароко — охоронна територія пам'ятки культури.
Оломоуцька Колона Святої Трійці, виконана в стилі бароко, визнана об'єктом всесвітньої спадщини ЮНЕСКО.